# Rue de La Planche
La rue de La Planche est une voie située dans le quartier Saint-Thomas-d'Aquin du 7e arrondissement de Paris.

## Situation et accès
Longue de 105 mètres, la rue de La Planche commence au 15, rue de Varenne et finit rue de Commaille.
Elle est desservie à proximité par les lignes 10 et 12 à la station Sèvres - Babylone.

## Origine du nom
Elle porte le nom du trésorier général de la manufacture de tapisserie de haute lisse, créée en 1607, Raphaël de La Planche, en raison du voisinage de cette ancienne manufacture.

## Historique
Cette voie est ouverte sous sa dénomination actuelle en 1882 avant d'être classée dans la voirie parisienne par un arrêté du 20 août 1959.

## Bâtiments remarquables et lieux de mémoire
- No 7 : ancien siège du courant du PS proche de Dominique Strauss-Kahn, Socialisme et démocratie, et QG de campagne de ce dernier pour la primaire présidentielle socialiste de 2006[1] puis en vue de l'élection présidentielle de 2012, avant l'affaire du Sofitel de 2011[2],[3].